# Reihane Taravatiová
Reihane Taravatiová (nepřechýleně Reihane Taravati; * 19. března 1991, Mašhad) je íránská fotografka a aktivistka. Je zakladatelkou „Reihanet Studio“, které se specializuje na produkci obsahu na sociálních sítích.

## Životopis
Její práce aktivistky přivedla pozornost k sociálním a politickým otázkám. Je uznávána za své příspěvky k právům žen.
Byla několikrát zatčena a uvězněna.

## Tisk
- 10 policistů provedlo razii v domě nezávislé fotožurnalistky Reihany Taravatiové v Teheránu[4][5]
- Kameramanka Reihane Taravatiová zatčena[6]
- 6 mladých Íránců bylo zatčeno za video 'Happy'[7][8][9][10][11][12][13][14][15][16][17][18][19]